# Sergiu Comissiona
Sergiu Comissiona (Bucarest, 16 juin 1928 – Oklahoma City, 5 mars 2005) est un chef d'orchestre roumain naturalisé israélien et américain.

## Biographie
Sergiu Comissiona naît à Bucarest et étudie au conservatoire le violon et la composition, ainsi que la direction d'orchestre avec Constantin Silvestri et Édouard Lindenberg. Il donne son premier concert avec l'orchestre de la radio roumaine en 1946 et dirige l'ensemble d'État roumain de 1948 à 1955. Il est ensuite nommé à l'Opéra, où il reste jusqu'en 1958, dirigeant également régulièrement l'Orchestre Georges Enesco. En 1956, il est lauréat du concours de Besançon.
En 1959, il se fixe en Israël en tant que directeur musical de l'Orchestre d'Haïfa (1959–1964) et parallèlement fonde et dirige de 1960 à 1965, l'Orchestre de chambre d'Israël. Durant cette période, il est invité à Londres, Stockholm et Berlin. De 1967 à 1972, il est le premier chef de l'orchestre de Göteborg et de l'Orchestre de l'Ulster, à Belfast. En 1969, il s'installe aux États-Unis et prend la direction de l'orchestre de Baltimore de 1970 jusqu'à 1984, et parallèlement, directeur artistique à Houston. De 1983 à 1989, il est le chef de la radio Hilversum aux Pays-Bas. Durant la saison 1987 et 1988, il est directeur du New York City Opera. De 1990 à 1998, il est directeur musical de l'orchestre de la radio-télévision espagnole à Madrid et directeur musical de l'orchestre de Vancouver (1991–2000).

## Créations
- Roger Sessions, Rhapsodie pour orchestre (1970)
- Allan Pettersson, Symphonie no 9 (1971)
- Allan Pettersson, Symphonie no 14 (1981)
- Allan Pettersson, Symphonie no 15 (1982)
- Elliott Carter, A Celebration of Some 150 x 100 Notes (1987)
- Marius Constant, Hämeelinna (1991)
- Marius Constant, Bevissima (1992)